# جون وايتهاوس
جون وايتهاوس (بالإنجليزية: John Whitehouse)‏ (1878 بويست بروميتش في المملكة المتحدة - ) هو لاعب كرة قدم بريطاني (وحمل سابقاً جنسية المملكة المتحدة لبريطانيا العظمى وأيرلندا) في مركز نصف الجناح. لعب مع ستوك سيتي ووولفرهامبتون واندررز وHalesowen Town F.C. ‏ ونادي ستوربريدج ودارلاستون تاون وDudley Town F.C. ‏ وWednesbury Town F.C. ‏.